# Quant
Quant je český algoritmický investiční fond založený v září roku 2016 Pavlem Kohoutem a Alešem Michlem. Fond investuje do amerických akcií a termínovaných vkladů v českých bankách, přičemž je založen na matematickém algoritmu. 
Quant cílí na dlouhodobý průměrný výnos 5 % p.a. Spadá pod společnost Robot Asset Management SICAV, jež je[zdroj?] vlastněná firmou Duck Sauce, za kterou stojí podnikatel Petr Stuchlík.

## Historie
Myšlenka pro algoritmický investiční fond vznikla v roce 2009 od ekonoma Pavla Kohouta, který následujících šest let pracoval testoval různé matematické modely, až v roce 2015 společně s Alešem Michlem založil společnost Robot Asset Management SICAV, investiční fond pak dostal název Quant. Tento název vychází z jeho investiční strategie, jež je odvozena od kvantitativní teorie financí a je založena na kvantitativním modelu. Investice fondu se řídí doporučeními algoritmu, který na základě dat o objemu peněz v ekonomice a cenách akcií vypočítá optimální strategii.
Pokud algoritmus považuje akcie za podhodnocené, doporučí do nich investovat. Zaměřuje se při tom pouze na americký trh, konkrétně na ETF indexů S&P 500 a Dow Jones Industrial Average. Když naopak algoritmus určí, že jsou akcie nadhodnocené, doporučí snížit jejich váhu v portfoliu. Pak dochází k přesunu prostředků do pevně úročených bankovních termínovaných vkladů v České republice.
V listopadu 2018 z firmy odešel Aleš Michl, který byl jmenován do bankovní rady České národní banky. Aby vyloučil možný střet zájmů, převedl svůj majetkový podíl v Robot Asset Management SICAV do svěřenského fondu MMXXV, jehož správcem jmenoval advokáta Pavla Muchu.
V květnu 2019 fond změnil většinového majitele. Téměř dvoutřetinový podíl ve společnosti Robot Asset Management SICAV získala od firem Westbourne, za níž stojí Pavel Kohout a investiční skupina AMISTA firma Duck Sauce. Ta patří podnikateli a bývalému pražskému zastupiteli za hnutí ANO Petru Stuchlíkovi. Zbylých 35 % držel svěřenský fond MMXXV. Po tomto odkupu se předsedou správní rady stal Lukáš Foral, za jehož působení má fond expandovat do zahraničí.